# Увуахуаген
Увуахуаген (д/н — бл. 1250) — 2-й оба (володар) міста-держави Іль-Ібіну в 1246—1250 роках.

## Життєпис
Син бенінського оби Евеки I. Після смерті останнього близько 1246 року розпочав боротьбу за владу з братом Омородіоном, якого зрештою переміг. Той зі своїми прихильниками втік на північ, до семельнароду івбіосакон. Там він заснував поселення Увокха.
Панування Увуахуагена не було міцне. Вже 1250 року він помер за невідомих обставин, можливо був повалений узама н'іхінрон (радою знаті). Новим оба став його брат Генміген.